# کرست (کالیفرنیا)
کرست (به انگلیسی: Crest) یک منطقهٔ مسکونی در ایالات متحده آمریکا است که در شهرستان سن دیگو، کالیفرنیا واقع شده‌است. کرست ۱۶٫۹۱۵ کیلومتر مربع مساحت و ۲٬۵۹۳ نفر جمعیت دارد و ۴۰۰ متر بالاتر از سطح دریا واقع شده‌است.